# Cyathea weatherbyana
Cyathea weatherbyana är en ormbunkeart som först beskrevs av Conrad Vernon Morton, och fick sitt nu gällande namn av Conrad Vernon Morton. Cyathea weatherbyana ingår i släktet Cyathea och familjen Cyatheaceae. Inga underarter finns listade.